# Ancona (tyúk)
Az ancona egy olaszországi tyúkfajta.

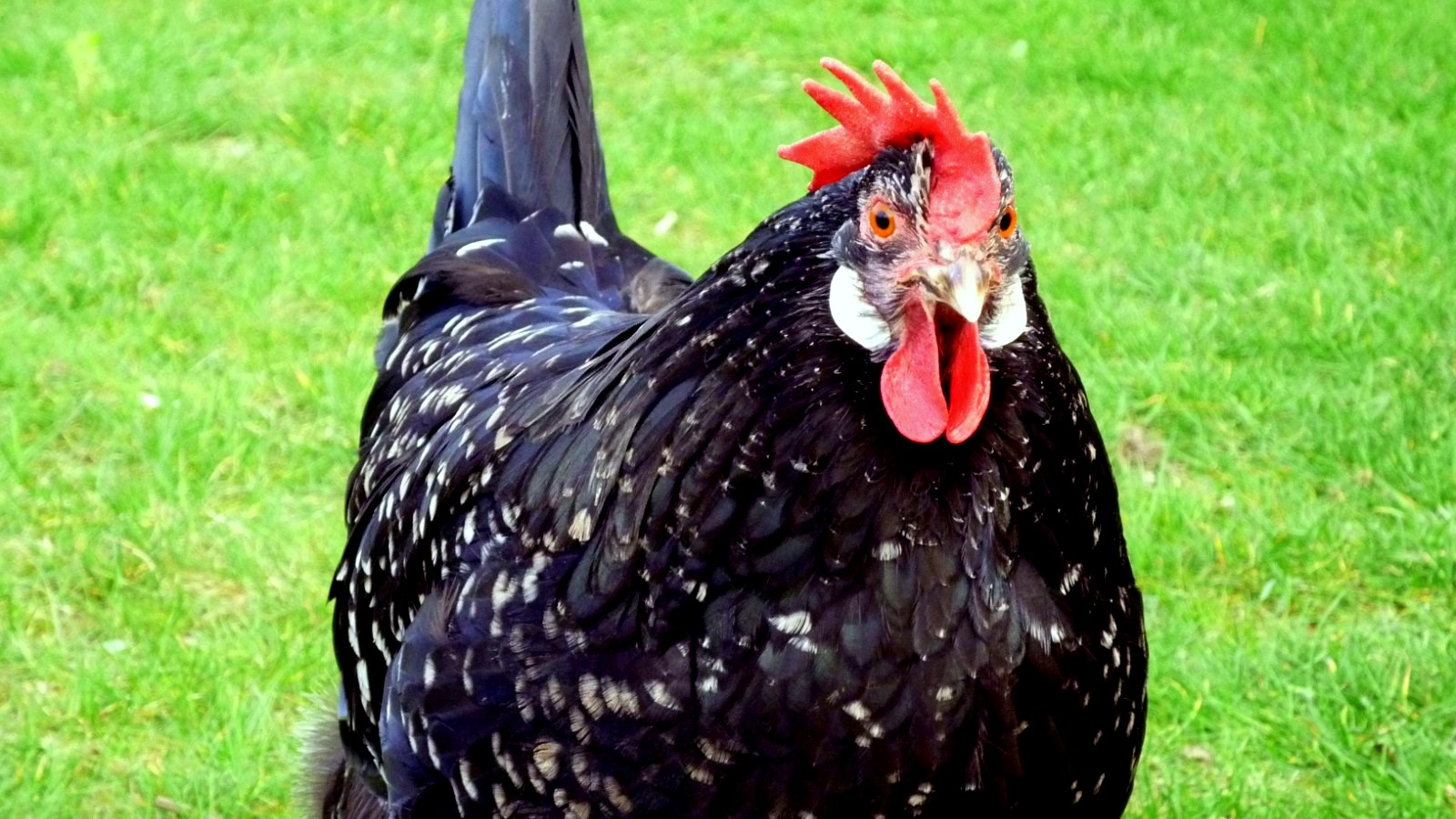
Ancona tyúk

## Fajtatörténet
A fajta Ancona olaszországi városról kapta a nevét. Innét a 19. században vitték az angolok magukkal ezt a fekete-fehér tollazatú, sárga lábú fajtát és terjesztették el szerte a világon.

## Fajtabélyegek, színváltozatok
A leghornnal nagy hasonlóságot mutat a megjelenése. Hosszúkás testfelépítés, farktollak is hosszúak, szélesek. Füllebenye fehér, szemei vörösbarnák. A taraj egyszerű típusú. Rózsataraj típusú is van, de még nagyon ritka. Csüd színe sárga.
Színváltozatok: Eredeti színe a fehérgyöngyös fekete szín. Létezik egy fehérgyöngyös kék változat is, de ez még számos országban nincs elismerve.

## Tulajdonságok
Sürgő-forgó, izgága fajta. Tanyasi megjelenésűek, nagy a mozgásigényük. Jó repülők. Érdekes, hogy minden vedléskor a fehér pettyek a fekete tollakon egyre nagyobbak lesznek.